# ALPHA
ALPHA (アルファ arufa?) es un grupo musical de hip-hop de origen japonés. Comenzó inicialmente con integrantes cuando se conocieron en la secundaria, y tiempo después, se creó el grupo en 1996. En la banda, DJ SUZUKI es DJ y compositor, mientras que TSUBOI y WADA están a cargo como letristas y vocalistas.

## Música principal
La siguiente lista muestra las canciones que fueron creadas por el mismo autor y también con los artistas que trabajó para su elaboración:

### beatmania
- beatmania 7thMIX -keepin' evolution-
  - 7000 Questions
  - ホワイトレクチャー
  - 夜間行 ma-Remix

### ee'MALL
- ee'MALL
  - Nick Boys
  - 説

- ee'MALL 2nd avenue
  - Pinky Nick

### pop'n music
- pop'n music 6
  - 大見解

- pop'n music 7
  - 夜間行

- pop'n music 8
  - 夢有

- pop'n music 9
  - cobalt
  - 男々道

- pop'n music 10
  - ULTRA BUTTERFLY (坤剛力)

- pop'n music 11
  - Nick RING
  - カゲロウ

- pop'n music 12 いろは
  - 雪上断火

- pop'n music 13 カーニバル
  - SUN/光線

- pop'n music 14 FEVER!
  - DOLLAR DOLLAR
  - 惚れたぜ Harajuku
  - レトロスペクト路

- pop'n music 16 PARTY♪
  - 大見解の新見解

- pop'n music 17 THE MOVIE
  - へんたいトリロジー

- pop'n music 18 せんごく列伝
  - 一激必翔

- pop'n music ラピストリア
  - 火風陸空

- pop'n rythmin'
  - 雪上断火 14tuple

### GuitarFreaks & DrumMania
- GuitarFreaks V3 & DrumMania V3
  - 差無来!!

- GuitarFreaks V5 & DrumMania V5: Rock to Infinity
  - 腐斯偽堕日本

### Reflect beat
- REFLEC BEAT groovin'!! Upper
  - 男々道 -otoko PHQ remix-

- REFLEC BEAT VOLZZA
  - 斬刀鬼

- REFLEC BEAT VOLZZA 2
  - 在るが儘に